# Challenge Cup 2014-2015 (pallavolo femminile)
La Challenge Cup di pallavolo femminile 2014-2015 si è svolta dal 25 ottobre 2014 al 12 aprile 2015: al torneo hanno partecipato quarantanove squadre di club europee e la vittoria finale è andata per la prima volta al Bursa BB.

## Regolamento
Le squadre hanno disputato un primo turno (a cui hanno partecipato sei squadre), un secondo turno, sedicesimi di finale (a cui si sono aggiunte sedici squadre provenienti dalla Coppa CEV 2014-15), ottavi di finale, quarti di finale, semifinali e finale, tutte giocate con gare di andata e ritorno (nel caso in cui la partita di andata termini con il punteggio di 3-0 o 3-1 e quella di ritorno indifferentemente con il punteggio di 3-0 o 3-1 oppure entrambe le partite terminino con il punteggio di 3-2 viene disputato un golden set).

## Squadre partecipanti
| - İlbank - Alterno - AEK Atene - Azərreyl - Barcellona - Békéscsabai - Braslovče - Jedinstvo Brčko - CSM Bucarest - Dinamo Bucarest - Vasas - Bursa BB - Düdingen | - Uraločka - Gacko - VDK Gent - Gödöllõ - Graz - Maccabi Haifa - Ti-Volley Innsbruck - Kamnik - Hapoël Kfar Saba - Asteríx Kieldrecht - Klagenfurt - Köniz - Le Cannet | - ASKÖ Linz-Steg - Minčanka - ASPTT Mulhouse - Pannaxiakos - Neuchâtel - AGIL - Olomouc - Oudegem - Oriveden Ponnistus - Poreč - Kanti - Schwechat Post - Schweriner | - Sliedrecht - Sneek - Levski Sofia - Jedinstvo Stara Pazova - Stod Volley Steinkjer - Târgu Mureș - Vilsbiburg - RSR Walfer - Chimik - Orbita |

## Torneo

### Primo turno

#### Andata
| 26 ottobre 2014 Szent Istvan Sporthall, Gödöllő Durata: 1h:05 - Spettatori: 350  | Gödöllõ    | 3 - 0 | Schwechat Post | 25-12, 25-15, 25-18               |
| 25 ottobre 2014 Sporthal de Stoep, Sliedrecht Durata: 1h:56 - Spettatori: 900    | Sliedrecht | 3 - 2 | Vasas          | 18-25, 25-21, 22-25, 25-23, 15-10 |
| 25 ottobre 2014 Univerzalna Sportska Dvorana, Bileća Durata: ? - Spettatori: 150 | Gacko      | 0 - 3 | İlbank         | 8-25, 17-25, 22-25                |

#### Ritorno
| 2 novembre 2014 Multiversum Eventhalle, Schwechat Durata: 1h:54 - Spettatori: 200 | Schwechat Post | 1 - 3 | Gödöllõ    | 23-25, 25-23, 21-25, 19-25      |
| 2 novembre 2014 Vasas Sportcsarnok, Budapest Durata: 1h:54 - Spettatori: 400      | Vasas          | 2 - 3 | Sliedrecht | 25-22, 14-25, 25-21, 9-25, 9-15 |
| 1º novembre 2014 Başkent Voleybol Salonu, Ankara Durata: 1h:11 - Spettatori: 400  | İlbank         | 3 - 0 | Gacko      | 25-18, 25-15, 29-27             |

#### Squadre qualificate
- İlbank
- Gödöllõ
- Sliedrecht

### Secondo turno

#### Andata
| 11 novembre 2014 Cengiz Göllü Kapalı Spor Salonu, Bursa Durata: 1h:04 - Spettatori: 200 | Bursa BB              | 3 - 0 | Graz                   | 25-13, 25-6, 25-20                |
| 12 novembre 2014 Municipal Hall Aexandrou, Atene Durata: 1h:15 - Spettatori: 1 000      | AEK Atene             | 3 - 0 | Jedinstvo Brčko        | 25-11, 25-23, 25-21               |
| 12 novembre 2014 Városi Sportcsarnok, Békéscsaba Durata: 1h:53 - Spettatori: 600        | Békéscsabai           | 3 - 1 | Gödöllõ                | 22-25, 25-18,30-28, 25-20         |
| 12 novembre 2014 SRC Veli Jože, Parenzo Durata: 1h:20 - Spettatori: 500                 | Poreč                 | 0 - 3 | Jedinstvo Stara Pazova | 14-25, 21-25, 22-25               |
| 13 novembre 2014 Sporthal Sint-Gillis, Dendermonde Durata: 1h:42 - Spettatori: 400      | Oudegem               | 1 - 3 | Schweriner             | 14-25, 20-25, 27-25, 19-25        |
| 11 novembre 2014 De Meerminnen, Beveren Durata: 1h:12 - Spettatori: 475                 | Asteríx Kieldrecht    | 3 - 0 | Barcellona             | 25-17, 25-13, 25-20               |
| 12 novembre 2014 Sneker Sporthal, Sneek Durata: 1h:53 - Spettatori: 873                 | Sneek                 | 3 - 2 | Alterno                | 25-21, 21-25, 25-27, 25-12, 15-12 |
| 11 novembre 2014 Hall Omnisport New, Walferdange Durata: 1h:23 - Spettatori: 650        | RSR Walfer            | 1 - 3 | ASPTT Mulhouse         | 25-20, 16-25, 10-25, 12-25        |
| 11 novembre 2014 A.Y.S. Sport Hall, Baku Durata: 1h:06 - Spettatori: 300                | Ti-Volley Innsbruck   | 0 - 3 | Azərreyl               | 10-25, 16-25, 18-25               |
| 12 novembre 2014 Steinkjerhallen, Steinkjer Durata: 1h:20 - Spettatori: 850             | Stod Volley Steinkjer | 3 - 0 | Sliedrecht             | 25-16, 25-18, 25-19               |
| 12 novembre 2014 Športna Dvorana, Braslovče Durata: 1h:32 - Spettatori: 400             | Braslovče             | 1 - 3 | Düdingen               | 25-18, 15-25, 18-25, 13-25        |
| 12 novembre 2014 Oriveden liikuntahalli, Orivesi Durata: 2h:02 - Spettatori: 497        | Oriveden Ponnistus    | 3 - 2 | Kanti                  | 18-25, 25-23, 25-20, 21-25, 15-12 |
| 11 novembre 2014 Sala Sporturilor, Târgu Mureș Durata: 2h:09 - Spettatori: 1 000        | Târgu Mureș           | 3 - 2 | Hapoël Kfar Saba       | 25-21, 25-16, 20-25, 20-25, 15-12 |
| 12 novembre 2014 Chizhovka-Arena, Minsk Durata: 1h:46 - Spettatori: 320                 | Minčanka              | 3 - 1 | Pannaxiakos            | 25-22, 24-26, 25-16, 25-18        |
| 11 novembre 2014 Başkent Voleybol Salonu, Ankara Durata: 1h:15 - Spettatori: 550        | İlbank                | 3 - 0 | Levski Sofia           | 25-22, 25-17, 25-19               |
| 13 novembre 2014 DIVS Uralochka, Ekaterinburg Durata: 1h:31 - Spettatori: 1 300         | Uraločka              | 3 - 1 | CSM Bucarest           | 25-16, 17-25, 25-14, 25-16        |

#### Ritorno
| 25 novembre 2014 Bluebox, Graz Durata: 1h:03 - Spettatori: 250                      | Graz                   | 0 - 3 | Bursa BB              | 11-25, 12-25, 13-25                   |
| 26 novembre 2014 Sportska Dvorana Magnet, Brčko Durata: 1h:31 - Spettatori: 1 000   | Jedinstvo Brčko        | 3 - 0 | AEK Atene             | 25-23, 25-20, 25-12 Golden set: 15-5  |
| novembre 2014 Szent Istvan Sporthall, Gödöllő Durata: 2h:01 - Spettatori: 400       | Gödöllõ                | 2 - 3 | Békéscsabai           | 25-23, 25-17, 25-27, 17-25, 13-15     |
| 26 novembre 2014 Hala Sportova, Stara Pazova Durata: 1h:12 - Spettatori: 1 000      | Jedinstvo Stara Pazova | 3 - 0 | Poreč                 | 25-18, 25-19, 25-17                   |
| 26 novembre 2014 Arena Schwerin, Schwerin Durata: 1h:06 - Spettatori: 1 137         | Schweriner             | 3 - 0 | Oudegem               | 25-12, 25-13, 25-14                   |
| 25 novembre 2014 CD L'Hospitalet, L'Hospitalet Durata: 1h:41 - Spettatori: 650      | Barcellona             | 1 - 3 | Asteríx Kieldrecht    | 16-25, 16-25, 25-20, 19-25            |
| 26 novembre 2014 Mheenhal, Apeldoorn Durata: 1h:16 - Spettatori: 800                | Alterno                | 3 - 0 | Sneek                 | 25-22, 25-20, 25-18                   |
| 26 novembre 2014 Palais des Sports, Mulhouse Durata: 1h:02 - Spettatori: 800        | ASPTT Mulhouse         | 3 - 0 | RSR Walfer            | 25-10, 25-15, 25-11                   |
| 12 novembre 2014 A.Y.S. Sport Hall, Baku Durata: 1h:08 - Spettatori: 200            | Azərreyl               | 3 - 0 | Ti-Volley Innsbruck   | 25-17, 25-15, 25-15                   |
| 26 novembre 2014 Sporthal de Stoep, Sliedrecht Durata: 1h:32 - Spettatori: 800      | Sliedrecht             | 1 - 3 | Stod Volley Steinkjer | 18-25, 17-25, 25-20, 21-25            |
| 27 novembre 2014 Sporthalle Leimacker, Düdingen Durata: 1h:41 - Spettatori: 620     | Düdingen               | 3 - 1 | Braslovče             | 25-14, 23-25, 25-22, 25-23            |
| 26 novembre 2014 BBC Arena, Sciaffusa Durata: 2h:06 - Spettatori: 615               | Kanti                  | 3 - 1 | Oriveden Ponnistus    | 25-19, 25-19, 30-32, 25-22            |
| 26 novembre 2014 Galili Sport Hall, Kfar Saba Durata: 1h:49 - Spettatori: 800       | Hapoël Kfar Saba       | 3 - 1 | Târgu Mureș           | 27-29, 25-17, 25-18, 25-22            |
| 27 novembre 2014 DAK Dimitrios Peristerakis, Nasso Durata: 1h:39 - Spettatori: 350  | Pannaxiakos            | 3 - 0 | Minčanka              | 25-19, 25-20, 25-17 Golden set: 15-10 |
| 25 novembre 2014 Hristo Botev Hall, Sofia Durata: 1h:09 - Spettatori: 250           | Levski Sofia           | 0 - 3 | İlbank                | 14-25, 21-25, 20-25                   |
| 25 novembre 2014 Sala Sporturilor Unirea, Dobroești Durata: 1h:45 - Spettatori: 500 | CSM Bucarest           | 1 - 3 | Uraločka              | 21-25, 25-16, 14-25, 18-25            |

#### Squadre qualificate
| - İlbank - Alterno - Azərreyl - Békéscsabai - Bursa BB - Jedinstvo Brčko - Düdingen - Uraločka | - Hapoël Kfar Saba - Asteríx Kieldrecht - ASPTT Mulhouse - Pannaxiakos - Schweriner - Kanti - Jedinstvo Stara Pazova - Stod Volley Steinkjer |

### Sedicesimi di finale

#### Andata
| 10 dicembre 2014 Univerzita Palackého, Olomouc Durata: 1h:12 - Spettatori: 400      | Olomouc               | 0 - 3 | Bursa BB               | 19-25, 16-25, 13-25        |
| 16 dicembre 2014 Sportska Dvorana Magnet, Brčko Durata: 1h:18 - Spettatori: 800     | Orbita                | 3 - 0 | Jedinstvo Brčko        | 25-20, 27-25, 25-22        |
| - Durata: 0 - Spettatori: 0                                                         | -                     | -     | Békéscsabai            | -                          |
| 10 dicembre 2014 Ballsporthalle, Vilsbiburg Durata: 1h:27 - Spettatori: 413         | Vilsbiburg            | 3 - 0 | Jedinstvo Stara Pazova | 25-21, 26-24, 25-22        |
| - Durata: 0 - Spettatori: 0                                                         | Schweriner            | -     | -                      | -                          |
| 10 dicembre 2014 Sporthalle Lerchenfeld, Klagenfurt Durata: 1h:14 - Spettatori: 200 | Klagenfurt            | 0 - 3 | Asteríx Kieldrecht     | 20-25, 18-25, 24-26        |
| 10 dicembre 2014 Edugo Topsporthal, Gand Durata: 1h:12 - Spettatori: 210            | VDK Gent              | 3 - 0 | Alterno                | 25-21, 25-20, 25-17        |
| 10 dicembre 2014 PalaTerdoppio, Novara Durata: 1h:07 - Spettatori: 600              | AGIL                  | 3 - 0 | ASPTT Mulhouse         | 25-15, 25-18, 25-11        |
| 11 dicembre 2014 A.Y.S. Sport Hall, Baku Durata: 1h:19 - Spettatori: 400            | Azərreyl              | 3 - 0 | Köniz                  | 25-18, 25-21, 25-21        |
| 10 dicembre 2014 Steinkjerhallen, Steinkjer Durata: 1h:30 - Spettatori: 500         | Stod Volley Steinkjer | 3 - 0 | Kamnik                 | 25-22, 31-29, 25-19        |
| 9 dicembre 2014 Sporthalle Leimacker, Düdingen Durata: 0h:59 - Spettatori: 450      | Düdingen              | 0 - 3 | Chimik                 | 12-25, 16-25, 9-25         |
| 10 dicembre 2014 Romema Sports Arena, Haifa Durata: 1h:49 - Spettatori: 700         | Maccabi Haifa         | 1 - 3 | Kanti                  | 25-20, 21-25, 22-25, 23-25 |
| 9 dicembre 2014 Gymnase Maillan, Le Cannet Durata: 1h:20 - Spettatori: ?            | Le Cannet             | 3 - 0 | Hapoël Kfar Saba       | 25-16, 25-20, 25-13        |
| 10 dicembre 2014 DAK Dimitrios Peristerakis, Nasso Durata: 1h:22 - Spettatori: 370  | Pannaxiakos           | 3 - 0 | Neuchâtel              | 25-23, 25-13, 26-24        |
| 9 dicembre 2014 Sala Polivalentă Dinamo, Bucarest Durata: 1h:19 - Spettatori: 400   | Dinamo Bucarest       | 0 - 3 | İlbank                 | 17-25, 22-25, 25-27        |
| 10 dicembre 2014 DIVS Uralochka, Ekaterinburg Durata: 1h:06 - Spettatori: 2 500     | Uraločka              | 3 - 0 | ASKÖ Linz-Steg         | 25-18, 25-16, 25-13        |

#### Ritorno
| 17 dicembre 2014 Cengiz Göllü Kapalı Spor Salonu, Bursa Durata: 1h:07 - Spettatori: 500 | Bursa BB               | 3 - 0 | Olomouc               | 25-17, 25-10, 25-17                          |
| 17 dicembre 2014 Sportska Dvorana Magnet, Brčko Durata: 1h:07 - Spettatori: 600         | Jedinstvo Brčko        | 0 - 3 | Orbita                | 17-25, 18-25, 13-25                          |
| - Durata: 0 - Spettatori: 0                                                             | Békéscsabai            | -     | -                     | -                                            |
| 17 dicembre 2014 Hala Sportova, Stara Pazova Durata: 2h:06 - Spettatori: 1 200          | Jedinstvo Stara Pazova | 3 - 1 | Vilsbiburg            | 25-20, 20-25, 25-21, 25-13 Golden set: 13-15 |
| - Durata: 0 - Spettatori: 0                                                             | -                      | -     | Schweriner            | -                                            |
| 17 dicembre 2014 De Meerminnen, Beveren Durata: 1h:02 - Spettatori: 175                 | Asteríx Kieldrecht     | 3 - 0 | Klagenfurt            | 25-15, 25-12, 25-9                           |
| 17 dicembre 2014 Mheenhal, Apeldoorn Durata: 1h:31 - Spettatori: 600                    | Alterno                | 3 - 0 | VDK Gent              | 25-9, 25-15, 25-18 Golden set: 15-10         |
| 17 dicembre 2014 Palais des Sports, Mulhouse Durata: 1h:21 - Spettatori: 1 623          | ASPTT Mulhouse         | 0 - 3 | AGIL                  | 22-25, 22-25, 22-25                          |
| 17 dicembre 2014 Sporthalle Weissenstein, Berna Durata: 1h:53 - Spettatori: 355         | Köniz                  | 3 - 1 | Azərreyl              | 17-25, 25-19, 25-18, 25-15 Golden set: 11-15 |
| 17 dicembre 2014 Športna dvorana, Kamnik Durata: 1h:46 - Spettatori: 250                | Kamnik                 | 1 - 3 | Stod Volley Steinkjer | 20-25, 25-18, 20-25, 21-25                   |
| 18 dicembre 2014 FSK Olymp, Južne Durata: 1h:07 - Spettatori: 821                       | Chimik                 | 3 - 0 | Düdingen              | 25-17, 25-23, 25-16                          |
| 17 dicembre 2014 BBC Arena, Sciaffusa Durata: 1h:36 - Spettatori: 557                   | Kanti                  | 3 - 1 | Maccabi Haifa         | 20-25, 25-12, 25-17, 25-13                   |
| 18 dicembre 2014 Galili Sport Hall, Kfar Saba Durata: 1h:12 - Spettatori: 650           | Hapoël Kfar Saba       | 0 - 3 | Le Cannet             | 15-25, 21-25, 15-25                          |
| 16 dicembre 2014 Halle de la Riveraine, Neuchâtel Durata: 1h:14 - Spettatori: 740       | Neuchâtel              | 3 - 2 | Pannaxiakos           | 17-25, 25-14, 22-25, 25-21, 15-13            |
| 16 dicembre 2014 Başkent Voleybol Salonu, Ankara Durata: 1h:41 - Spettatori: 150        | İlbank                 | 3 - 1 | Dinamo Bucarest       | 25-23, 25-18, 21-25, 25-16                   |
| 17 dicembre 2014 Tips Arena, Linz Durata: 1h:15 - Spettatori: 200                       | ASKÖ Linz-Steg         | 0 - 3 | Uraločka              | 7-25, 19-25, 27-29                           |

#### Squadre qualificate
| - İlbank - Alterno - Azərreyl - Békéscsabai - Bursa BB - Uraločka - Asteríx Kieldrecht - Le Cannet | - Pannaxiakos - AGIL - Kanti - Schweriner - Stod Volley Steinkjer - Vilsbiburg - Chimik - Orbita |

### Ottavi di finale

#### Andata
| 13 gennaio 2015 Cengiz Göllü Kapalı Spor Salonu, Bursa Durata: 1h:14 - Spettatori: 550 | Bursa BB              | 3 - 0 | Orbita     | 25-9, 29-27, 25-16         |
| gennaio 2015 Városi Sportcsarnok, Békéscsaba Durata: 1h:32 - Spettatori: 1 500         | Békéscsabai           | 1 - 3 | Vilsbiburg | 23-25, 25-22, 11-25, 18-25 |
| 15 gennaio 2015 De Meerminnen, Beveren Durata: 1h:15 - Spettatori: 300                 | Asteríx Kieldrecht    | 0 - 3 | Schweriner | 21-25, 21-25, 15-25        |
| 14 gennaio 2015 Mheenhal, Apeldoorn Durata: 1h:33 - Spettatori: 700                    | Alterno               | 3 - 1 | AGIL       | 25-21, 25-17, 22-25, 25-16 |
| 14 gennaio 2015 Steinkjerhallen, Steinkjer Durata: 1h:47 - Spettatori: 900             | Stod Volley Steinkjer | 3 - 1 | Azərreyl   | 25-18, 25-18, 22-25, 27-25 |
| 13 gennaio 2015 FSK Olymp, Južne Durata: 1h:05 - Spettatori: 1 300                     | Chimik                | 3 - 0 | Kanti      | 25-15, 25-14, 26-24        |
| gennaio 2015 DAK Dimitrios Peristerakis, Nasso Durata: 1h:18 - Spettatori: 300         | Pannaxiakos           | 3 - 0 | Le Cannet  | 25-23, 25-23, 25-22        |
| 14 gennaio 2015 Başkent Voleybol Salonu, Ankara Durata: 1h:23 - Spettatori: 600        | İlbank                | 0 - 3 | Uraločka   | 22-25, 20-25, 17-25        |

#### Ritorno
| 14 gennaio 2015 Cengiz Göllü Kapalı Spor Salonu, Bursa Durata: 1h:21 - Spettatori: 650 | Orbita     | 0 - 3 | Bursa BB              | 20-25, 23-25, 22-25                   |
| 21 gennaio 2015 Ballsporthalle, Vilsbiburg Durata: 1h:05 - Spettatori: 756             | Vilsbiburg | 3 - 0 | Békéscsabai           | 25-21, 25-7, 25-18                    |
| 20 gennaio 2015 Arena Schwerin, Schwerin Durata: 1h:45 - Spettatori: 1 035             | Schweriner | 3 - 1 | Asteríx Kieldrecht    | 25-21, 25-15, 22-25, 25-22            |
| 21 gennaio 2015 PalaTerdoppio, Novara Durata: 1h:36 - Spettatori: 820                  | AGIL       | 3 - 0 | Alterno               | 25-15, 25-11, 25-9 Golden set: 15-5   |
| 22 gennaio 2015 A.Y.S. Sport Hall, Baku Durata: 1h:47 - Spettatori: 300                | Azərreyl   | 3 - 0 | Stod Volley Steinkjer | 25-19, 25-20, 25-21 Golden set: 16-18 |
| 21 gennaio 2015 BBC Arena, Sciaffusa Durata: 1h:15 - Spettatori: 312                   | Kanti      | 0 - 3 | Chimik                | 17-25, 18-25, 15-25                   |
| 21 gennaio 2015 Gymnase Maillan, Le Cannet Durata: 1h:51 - Spettatori: 153             | Le Cannet  | 2 - 3 | Pannaxiakos           | 25-20, 25-19, 23-25, 18-25, 11-15     |
| 20 gennaio 2015 DIVS Uralochka, Ekaterinburg Durata: 1h:10 - Spettatori: 500           | Uraločka   | 3 - 0 | İlbank                | 25-13, 25-13, 25-23                   |

#### Squadre qualificate
- Bursa BB
- Uraločka
- Pannaxiakos
- AGIL
- Schweriner
- Stod Volley Steinkjer
- Vilsbiburg
- Chimik

### Quarti di finale

#### Andata
| 4 marzo 2015 Ballsporthalle, Vilsbiburg Durata: 1h:13 - Spettatori: 1 526      | Vilsbiburg            | 0 - 3 | Bursa BB   | 19-25, 22-25, 18-25        |
| 4 marzo 2015 PalaTerdoppio, Novara Durata: 1h:44 - Spettatori: 900             | AGIL                  | 1 - 3 | Schweriner | 26-24, 15-25, 19-25, 22-25 |
| 4 marzo 2015 Steinkjerhallen, Steinkjer Durata: 1h:13 - Spettatori: 1 507      | Stod Volley Steinkjer | 0 - 3 | Chimik     | 20-25, 16-25, 17-25        |
| 4 marzo 2015 DAK Dimitrios Peristerakis, Nasso Durata: 1h:09 - Spettatori: 300 | Pannaxiakos           | 0 - 3 | Uraločka   | 23-25, 15-25, 16-25        |

#### Ritorno
| 11 marzo 2015 Cengiz Göllü Kapalı Spor Salonu, Bursa Durata: 1h:39 - Spettatori: 1 000 | Bursa BB   | 3 - 1 | Vilsbiburg            | 25-22, 25-23, 21-25, 25-18        |
| 10 marzo 2015 Arena Schwerin, Schwerin Durata: 2h:04 - Spettatori: 1 800               | Schweriner | 3 - 2 | AGIL                  | 23-25, 15-25, 25-23, 25-20, 15-11 |
| 10 marzo 2015 FSK Olymp, Južne Durata: 1h:04 - Spettatori: 1 324                       | Chimik     | 3 - 0 | Stod Volley Steinkjer | 25-12, 25-14, 25-21               |
| 12 marzo 2015 DIVS Uralochka, Ekaterinburg Durata: 1h:08 - Spettatori: 2 550           | Uraločka   | 3 - 0 | Pannaxiakos           | 25-15, 25-18, 25-12               |

#### Squadre qualificate
- Bursa BB
- Uraločka
- Schweriner
- Chimik

### Semifinali

#### Andata
| 25 marzo 2015 Arena Schwerin, Schwerin Durata: 1h:46 - Spettatori: 2 015   | Schweriner | 3 - 1 | Bursa BB | 25-19, 16-25, 26-14, 25-19 |
| 25 marzo 2015 DIVS Uralochka, Ekaterinburg Durata: 1h:16 - Spettatori: 250 | Uraločka   | 3 - 0 | Chimik   | 25-21, 25-22, 26-24        |

#### Ritorno
| 29 marzo 2015 Cengiz Göllü Kapalı Spor Salonu, Bursa Durata: 1h:42 - Spettatori: 2 200 | Bursa BB | 3 - 0 | Schweriner | 25-21, 25-18, 25-22 Golden Set: 15-10 |
| 29 marzo 2015 FSK Olymp, Južne Durata: 1h:12 - Spettatori: 100                         | Chimik   | 0 - 3 | Uraločka   | 22-25, 23-25, 17-25                   |

#### Squadre qualificate
- Bursa BB
- Uraločka

### Finale

#### Andata
| 8 aprile 2015 DIVS Uralochka, Ekaterinburg Durata: 1h:18 - Spettatori: 3 700 | Uraločka | 3 - 0 | Bursa BB | 25-18, 27-25, 25-13 |

#### Ritorno
| 12 aprile 2015 Cengiz Göllü Kapalı Spor Salonu, Bursa Durata: 2h:11 - Spettatori: 3 500 | Bursa BB | 3 - 1 | Uraločka | 23-25, 25-21, 25-23, 25-18 Golden set: 15-11 |

#### Squadra campione
- Bursa BB